# Hrabstwo Creek

Piramida wieku mieszkańców hrabstwa Creek

Creek – hrabstwo w stanie Oklahoma w USA. Założone w 1907 roku. Populacja liczy 69 967 mieszkańców (stan według spisu z 2010 roku).
Powierzchnia hrabstwa to 2512 km² (w tym 37 km² stanowią wody). Gęstość zaludnienia wynosi 27,85 osoby/km².
Nazwa hrabstwa pochodzi od nazwy szczepu Indian - Krików.

## Miasta
- Bristow
- Depew
- Drumright
- Kellyville
- Kiefer
- Mannford
- Mounds
- Oilton
- Sapulpa
- Shamrock
- Slick